# أنطونيو آبرو
أنطونيو آبرو (بالبرتغالية: António Simões de Abreu‏) هو سياسي برتغالي، ولد في 6 أغسطس 1947 في لشبونة في البرتغال.